# Economía del ferrocarril de alta velocidad
La economía del ferrocarril de alta velocidad es un subcampo de la ciencia económica enmarcado dentro de la economía del transporte. Estudia los costes y beneficios asociados a la inversión en líneas y trenes de alta velocidad.

## Costes y beneficios
En distancias medias, el ferrocarril de alta velocidad tienen ventajas frente a la carretera y el avión. No obstante, debido a la naturaleza de su coste total, muy elevado y poco sensible al volumen de demanda, la alta velocidad encuentra importantes dificultades para su desarrollo en pasillos de poca densidad de tráfico. Las inversiones en infraestructura (generalmente no compatible con el transporte de mercancías) son muy superiores a las que requiere el tren convencional y su utilización está asociada a costes medios decrecientes muy acusados. De esta manera, el coste medio por pasajero viene determinado en gran medida por la densidad de población.

## Análisis coste-beneficio de la alta velocidad en España
En el contexto de la red de ferrocarril de alta velocidad en España se han llevado a cabo diversos análisis coste-beneficio. Por ejemplo, la línea Olmedo-Zamora-Galicia fue objeto de análisis en 2003 por parte de investigadores de la Universidad de Vigo.